# キティマット・スティキーン地域
キティマット・スティキーン地域（キティマット・スティキーンちいき、英: Regional District of Kitimat-Stikine）は、ブリティッシュコロンビア州の地方行政区の1つ。州内の北西部に位置する。

## 主な都市
- テラス（Terrace）